# ريبيكا بنسون
ريبيكا بنسون (بالإنجليزية: Rebecca Benson)‏ هي ممثلة بريطانية، ولدت في 1950 بإدنبرة في المملكة المتحدة.

## أعمال

### أفلام
- (2015) مكبث

## وصلات خارجية
- ريبيكا بنسون على موقع IMDb (الإنجليزية)
- ريبيكا بنسون على موقع قاعدة بيانات الفيلم (الإنجليزية)